# Гураль, Виктор Мирославович
Виктор Мирославович Гураль (укр. Віктор Мирославович Гураль; род. 26 июня 1962, Пилипы, Станиславская область) — советский и украинский легкоатлет, специалист по бегу на длинные дистанции, кроссу и марафону. Выступал в 1980-х и 1990-х годах, обладатель бронзовой медали Всемирной Универсиады, многократный победитель первенств всесоюзного и республиканского значения, призёр ряда крупных международных стартов на шоссе. Представлял Львов и спортивное общество «Буревестник». Мастер спорта СССР международного класса (1985). Преподаватель физкультуры НЛТУ Украины.

## Биография
Виктор Гураль родился 26 июня 1962 года в селе Пилипы Ивано-Франковской области Украинской ССР. Окончил восемь классов местной средней школы (1977) и Коломыйский техникум механической обработки древесины (1981). В 1981—1983 годах проходил службу в Вооружённых силах.
Занимался лёгкой атлетикой во Львове, выступал за добровольное спортивное общество «Буревестник». Окончил Львовский лесотехнический институт по специальности «инженер лесного хозяйства» (1990).
Впервые заявил о себе на всесоюзном уровне в сезоне 1985 года, когда на чемпионате СССР по марафону в Могилёве с результатом 2:19:06 занял итоговое 37-е место. По итогам сезона удостоен почётного звания «Мастер спорта СССР международного класса».
В 1986 году показал 19-й результат на марафоне в Вильнюсе (2:19:38).
В 1987 году на чемпионате СССР по бегу на 30 км по шоссе, прошедшем в рамках XXXVII пробега на призы газеты «Труд», превзошёл всех соперников и завоевал золотую награду, при этом показал лучший результат за всю историю этих соревнований — 1:30.03. Будучи студентом, представлял Советский Союз на Всемирной Универсиаде в Загребе — в беге на 10 000 метров с личным рекордом 30:03.55 финишировал шестым, тогда как в программе марафона показал время 2:27:01 и стал бронзовым призёром.
В 1988 году с личным рекордом 2:14:40 занял 12-е место на марафоне в Ужгороде, позднее превзошёл всех соперников на чемпионате СССР по бегу на 15 км по шоссе в Курске.
В 1989 году стал пятым на марафоне в Лонг-Бич и шестым в марафоне на Всемирной Универсиаде в Дуйсбурге, был лучшим на чемпионате СССР по бегу на 15 км по шоссе в Могилёве. В завершение сезона занял 22-е место на Фукуокском марафоне.
В 1990 году победил на чемпионате СССР по бегу на 15 км по шоссе в Калуге, став таким образом четырёхкратным чемпионом страны в данной дисциплине.
В 1991 году выиграл бронзовую медаль на чемпионате СССР по кроссу в Кисловодске, занял 168-е место на чемпионате мира по кроссу в Антверпене. Помимо этого, победил на полумарафоне в Стамбуле, с личным рекордом 1:02:43	финишировал шестым на полумарафоне в Ремихе.
В 1992 году с результатом 1:04:59 стал пятым на полумарафоне в Стамбуле.
В 1993 году показал 39-й результат на Парижском марафоне, пятый результат на марафоне в Кане.
В 1994 году стал серебряным призёром на марафоне в Пюто.
В 1995 году закрыл десятку сильнейших Марракешского марафона, одержал победу на Энсхедском марафоне.
На Энсхедском марафоне 1997 года пришёл к финишу четвёртым.
В 1998 году был девятым на Гаагском марафоне, вторым в 15-километровом пробеге в Берни-Ривьер.
В 2004 году окончил Львовский государственный институт физической культуры по специальности «тренер-преподаватель по олимпийским и профессиональным видам спорта», а в 2011 году магистратуру Львовского национального университета.
Занимал должность председателя правления львовского спортивного клуба «Лесотехник», старший преподаватель Национального лесотехнического университета Украины.